# Halowe Mistrzostwa Europy w Lekkoatletyce 1989 – bieg na 60 m mężczyzn
Bieg na 60 metrów mężczyzn – jedna z konkurencji biegowych rozgrywanych podczas halowych lekkoatletycznych mistrzostw Europy w  hali Houtrust w Hadze. Eliminacje, półfinały i bieg finałowy zostały rozegrane 18 lutego 1989. Zwyciężył reprezentant Austrii Andreas Berger. Tytułu zdobytego na poprzednich mistrzostwach nie bronił Linford Christie z Wielkiej Brytanii.

## Rezultaty

### Eliminacje
Rozegrano 4 biegi eliminacyjne, do których przystąpiło 25 biegaczy. Awans do półfinałów dawało zajęcie jednego z pierwszych trzech miejsc w swoim biegu (Q). Skład półfinałów uzupełniło czterech zawodników z najlepszym czasem wśród przegranych (q).
Opracowano na podstawie materiału źródłowego.

#### Bieg 1
| Miejsce | Zawodnik          | Czas | Uwagi |
| ------- | ----------------- | ---- | ----- |
| 1       | Ezio Madonia      | 6,65 | Q     |
| 2       | Jiří Hudec        | 6,67 | Q     |
| 3       | Ronald Desruelles | 6,68 | Q     |
| 4       | Luís Cunha        | 6,92 |       |
| 5       | Baris Özatman     | 7,04 |       |

#### Bieg 2
| Miejsce | Zawodnik             | Czas | Uwagi |
| ------- | -------------------- | ---- | ----- |
| 1       | Pierfrancesco Pavoni | 6,66 | Q     |
| 2       | Matthias Schlicht    | 6,67 | Q     |
| 3       | Michael Rosswess     | 6,71 | Q     |
| 4       | Attila Kovács        | 6,75 | q     |
| 5       | José Javier Arqués   | 6,76 | q     |
| 6       | Patrick Stevens      | 6,82 |       |
| 7       | Janis Zisimidis      | 6,84 |       |

#### Bieg 3
| Miejsce | Zawodnik         | Czas | Uwagi |
| ------- | ---------------- | ---- | ----- |
| 1       | Andreas Berger   | 6,66 | Q     |
| 2       | Jouni Myllymäki  | 6,74 | Q     |
| 3       | Witalij Sawin    | 6,77 | Q     |
| 4       | Bruno Marie-Rose | 6,79 | q     |
| 5       | László Karaffa   | 6,80 | q     |
| 6       | Kennet Kjensli   | 6,94 |       |
| 7       | Aris Jeorjades   | 7,01 |       |

#### Bieg 4
| Miejsce | Zawodnik         | Czas | Uwagi |
| ------- | ---------------- | ---- | ----- |
| 1       | Antonio Ullo     | 6,70 | Q     |
| 2       | Mike McFarlane   | 6,73 | Q     |
| 3       | Anri Grigorow    | 6,74 | Q     |
| 4       | Sándor Utasi     | 6,83 |       |
| 5       | Arnaldo Abrantes | 6,85 |       |
| 6       | Geir Moen        | 6,99 |       |

### Półfinały
Rozegrano 2 biegi półfinałowe, w których wystartowało 16 biegaczy. Awans do finału dawało zajęcie jednego z trzech pierwszych miejsc w swoim biegu (Q). Skład finału uzupełniło dwóch zawodników z najlepszym czasem wśród przegranych (q).
Opracowano na podstawie materiału źródłowego.

#### Bieg 1
| Miejsce | Zawodnik             | Czas | Uwagi |
| ------- | -------------------- | ---- | ----- |
| 1       | Andreas Berger       | 6,58 | Q     |
| 2       | Michael Rosswess     | 6,65 | Q     |
| 3       | Pierfrancesco Pavoni | 6,66 | Q     |
| 4       | Witalij Sawin        | 6,67 | q     |
| 5       | Jiří Hudec           | 6,69 |       |
| 6       | Attila Kovács        | 6,75 |       |
| 7       | Bruno Marie-Rose     | 6,78 |       |
| 8       | Jouni Myllymäki      | 6,79 |       |

#### Bieg 2
| Miejsce | Zawodnik           | Czas | Uwagi |
| ------- | ------------------ | ---- | ----- |
| 1       | Antonio Ullo       | 6,63 | Q     |
| 2       | Matthias Schlicht  | 6,64 | Q     |
| 3       | Anri Grigorow      | 6,67 | Q     |
| 4       | Ronald Desruelles  | 6,67 | q     |
| 5       | Ezio Madonia       | 6,68 |       |
| 6       | Mike McFarlane     | 6,70 |       |
| 7       | José Javier Arqués | 6,73 |       |
| 8       | László Karaffa     | 6,81 |       |

### Finał
Opracowano na podstawie materiału źródłowego.
| Miejsce | Zawodnik             | Czas | Uwagi |
| ------- | -------------------- | ---- | ----- |
| 1       | Andreas Berger       | 6,56 |       |
| 2       | Matthias Schlicht    | 6,58 |       |
| 3       | Michael Rosswess     | 6,59 |       |
| 4       | Pierfrancesco Pavoni | 6,62 |       |
| 5       | Ronald Desruelles    | 6,66 |       |
| 6       | Antonio Ullo         | 6,68 |       |
| 7       | Witalij Sawin        | 6,68 |       |
| 8       | Anri Grigorow        | 6,69 |       |